# あませらげ!東京!
『あませらげ!東京!』（あませらげとうきょう）は、2014年1月11日から7月5日まで、超!A&G+で放送されていたラジオ番組。
かつて2013年8月に1か月限定で放送された番組が復活したもの。
パーソナリティはおたっきぃ佐々木。アシスタントはDXR-0（通称レイちゃん）（CV:芹澤優）。
あませらげとは「アニメ、漫画、声優、ライトノベル、ゲーム」の頭の文字を取ったもの。

## 放送概要
パーソナリティ
- おたっきぃ佐々木

アシスタント
- DXR-0（通称・レイちゃん）
  - 22世紀のDAXELより送り込まれた美少女型自律後方（広報）支援ロボット
  - CV：芹澤優

放送時間
- 本放送：毎週土曜日 20:00 - 20:30（2014年1月11日 - 7月5日）
- リピート放送：毎週日曜日 7:00 - 7:30（2014年4月6日 - 7月6日）

過去の放送時間
- 2013年8月4日 - 8月25日（1か月限定放送）

毎週日曜日 25:30 - 26:00

## コーナー
未来広報に聞いてみて!
リスナーから募集したレイちゃんへの質問に対して、それぞれ答えていくコーナー。
現代あませらげ用語の基礎知識
リスナーから、あませらげ（アニメ、漫画、声優、ライトノベル、ゲーム）用語を募集し、それをレイちゃんが学んでいくコーナー。
おたささPのバーチャルアイドルマスター
アイドルを目指すレイちゃんと、彼女を育成するおたささPが繰り広げるミニコントコーナー。
You Know 愛濃
リスナーから、あませらげ作品への愛の深さを語ったメールを募集し、紹介するコーナー。
嫁へのラブレター
リスナーから、愛するキャラクター（嫁）へのラブレターを募集し、紹介するコーナー。

## ゲスト
- 第4回（2014年2月1日）榎本温子
- 第13回（2014年4月5日）芹澤優、山北早紀、若井友希、澁谷梓希
- 第15回（2014年4月19日）あかほりさとる
- 第17回（2014年5月3日）諏訪道彦
- 第19回（2014年5月17日）種村有菜
- 第21回（2014年5月31日）畑亜貴
- 第23回（2014年6月14日）イケダミノロック（ゲームセンター ミカド店長）
- 第25回（2014年6月28日）片寄好之（文化放送取締役編成局長）
- 第26回（2014年7月5日）芹澤優

### 2013年8月放送分のゲスト
- 第1回（2013年8月4日）今井麻美
- 第2回（2013年8月11日）國府田マリ子
- 第3回（2013年8月18日）MiKA（Daisy×Daisy）
- 第4回（2013年8月25日）三森すずこ